# Vlag van Salzburg
De vlag van Salzburg bestaat uit twee horizontale banen in de kleuren rood (boven) en wit. De Landesdienstflagge is dezelfde vlag, maar dan met het wapen van de deelstaat in het midden. De kroon op het wapen verwijst naar het prinsdom dat Salzburg was tot 1803. De vlag is sinds 16 februari 1921 in gebruik genomen.
|  |  |

De civiele vlag (dus de vlag zonder wapen) is dezelfde als de civiele vlag van Vorarlberg.